# Bethlehem Village
Pour les articles homonymes, voir Bethlehem.
Bethlehem Village est un quartier historique de la ville de Bethlehem situé dans le comté de Litchfield, dans l'État du Connecticut (États-Unis). Selon le recensement de 2000, Bethlehem Village avait une population totale de 2 022 habitants.

## Géographie
Selon le Bureau du Recensement des États-Unis, la superficie de la ville est de 20,9 km2, dont 20,2 km2 de terres et 0,7 km2 de plans d'eau (soit 3,35 %).

## Démographie
D'après le recensement de 2000, il y avait 2 022 habitants, 773 ménages, et 555 familles dans la ville. La densité de population était de 100,1 hab/km². Il y avait 879 maisons avec une densité de 43,5 maisons/km². La décomposition ethnique de la population était : 97,63 % blancs ; 0,25 % noirs ; 0,10 % amérindiens ; 0,64 % asiatiques ; 0,54 % natifs des îles du Pacifique ; 0,84 % des autres races ; 0,74 % de deux ou plus races. 0,64 % de la population était hispanique ou Latino de n'importe quelle race.
Il y avait 773 ménages, dont 33,5 % avaient des enfants de moins de 18 ans, 62,5 % étaient des couples mariés, 6,3 % avaient une femme qui était parent isolé, et 28,1 % étaient des ménages non-familiaux. 22,8 % des ménages étaient constitués de personnes seules et 9,8 % de personnes seules de 65 ans ou plus. Le ménage moyen comportait 2,60 personnes et la famille moyenne avait 3,07 personnes.
Dans la ville la pyramide des âges était 24,7 % en dessous de 18 ans, 4,9 % de 18 à 24 ans, 26,8 % de 25 à 44 ans, 30,9 % de 45 à 64 ans, et 12,7 % qui avaient 65 ans ou plus. L'âge médian était 42 ans. Pour 100 femmes, il y avait 96,3 hommes. Pour 100 femmes de 18 ans ou plus, il y avait 94,1 hommes.
Le revenu médian par ménage de la ville était 65 966 dollars US, et le revenu médian par famille était 76 048 $. Les hommes avaient un revenu médian de 52 862 $ contre 34 792 $ pour les femmes. Le revenu par habitant de la ville était 28 925 $. 2,7 % des habitants et 0,0 % des familles vivaient sous le seuil de pauvreté. 0,0 % des personnes de moins de 18 ans et 9,8 % des personnes de plus de 65 ans vivaient sous le seuil de pauvreté.